# Ocica karschi
Ocica karschi är en insektsart som först beskrevs av Heinrich Hugo Karny 1920.  Ocica karschi ingår i släktet Ocica och familjen vårtbitare. Inga underarter finns listade i Catalogue of Life.